# Clubiona vegeta
Clubiona vegeta este o specie de păianjeni din genul Clubiona, familia Clubionidae, descrisă de Simon, 1918. Conform Catalogue of Life specia Clubiona vegeta nu are subspecii cunoscute.